# Ардмор (Оклахома)
Ардмор (англ. Ardmore) — город в округе Картер, штат Оклахома, США. Центр округа и крупнейший город округа.
Своё название город получил по одноимённой станции железной дороги Pennsylvania Main Line, а та в свою очередь названа была по названию ирландской деревни Ардмор.

## История
В 1887 году в этой местности была проведена железная дорога Santa Fe Railroad. Тогда же появилась и первая улица города. Большой пожар в 1895 году уничтожил значительную часть города. На рубеже XIX—XX веков местность вокруг города славилась разведением хлопка.

## География
Общая площадь города 134,1 км², из них 129,2 км² земель и 4,9 км² вода.

## Демография
По данным переписи населения США на 2010 год численность населения города Ардмор составляла 24283 человек. Плотность населения составляла 186,4 человек на км², плотность размещения жилья — 58,9 на км². Расовый состав: 73,02 % белые, 0,99 % азиаты, 11,27 % чернокожие, 8,78 % коренных американцев, 1,55 % другие расы, 4,37 % потомки двух и более рас.
Медианный доход на одно домашнее хозяйство в городе составлял $28046, доход на семью $37758. У мужчин средний доход $28685, а у женщин $23070. Средний доход на душу населения $16502. 13,6 % семей или 18,3 % населения находились ниже порога бедности, в том числе 24,9 % молодёжи младше 18 лет и 12 % взрослых в возрасте старше 65 лет.